# Adelaida de Burgundia (1233-1273)
Adelaida de Burgundia sau Alice de Burgundia (n. 1233 – d. 23 octombrie 1273)   a fost ducesă de Brabant prin căsătoria cu ducele Henric al III-lea de Brabant, și regentă de Brabant în timpul minoratului fiilor ei, Henric al IV-lea și Ioan I.
După moartea soțului ei, Henric al III-lea în 1261, când fiul său, Henric al IV-lea l-a succedat în ducat, Adelaida de Burgundia a preluat puterea. Când Adelaida l-a consultat pe Toma de Aquino cu privire la unele prevederi ale testamentului soțului ei, acesta a răspuns cu scrisoarea cunoscută sub numele De regimine judaeorum.
În 1262 Adelaida a fondat Abația Val Duchess pentru călugărițele Ordinului dominican.

## Familie

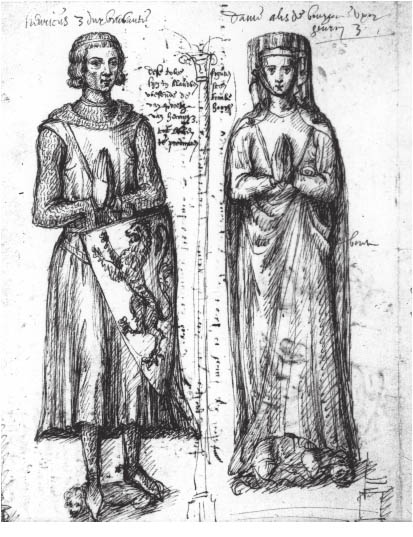
Adelaida de Burgundia și ducele Henric al III-lea de Brabant

Adelaida a fost una dintre fiicele ducelui Ugo al IV-lea de Burgundia și a primei sale soții, Iolanda de Dreux.
Fratele ei a fost ducele de Burgundia, Robert al II-lea, care l-a succedat pe tatăl lor în 1270, deoarece fratele lor mai mare Odo de Nevers murise în 1266. 

## Căsătorie și descendenți
În 1251 Adelaida s-a căsătorit cu Henric al III-lea de Brabant, fiul ducelui Henric al II-lea de Brabant și a Mariei de Suabia. Cuplul a avut patru copii:
- Henric (n.c. 1251 – d. după 1272); succesor al tatălui său în ducat; handicapat mental, a abdicat în favoarea fratelui său, Ioan la 24 mai 1267;[8]
- Ioan (n. 1253 – d. 1294), căsătorit întâi cu Margareta de Franța, fiica regelui Ludovic al IX-lea al Franței și a Margaretei de Provence,[9] și apoi cu Margareta de Flandra, fiică a contelui Guy de Flandra și a Matildei de Béthune;[10][11]
- Godefroi (d. 11 iulie 1302, Kortrijk), senior de Aarschot, căzut în bătălia Pintenilor de Aur; căsătorit în 1277 cu Ioana Isabela de Vierzon (d. după 1296);
- Maria (n. 1256, Leuven – d. 12 ianuarie 1321, Murel), căsătorită la Vincennes în 27 august 1274 cu regele Filip al III-lea al Franței.

Adelaida a murit în 1273, iar soțul ei în 1261.